# 威利角
84°37′S 165°45′E / 84.617°S 165.750°E
威利角（英語：Willey Point）是南極洲的海岬，位於沙克爾頓海岸，處於貝里克冰川終點南部的比爾德摩爾冰川西岸，以美國的氣象學家命名，現時由南極條約體系管理。